# Ardon (Jura)
Ardon ist eine französische Gemeinde in der Region Bourgogne-Franche-Comté, im Département Jura. Sie gehört zum Arrondissement Lons-le-Saunier und zum Kanton Champagnole. Der Ort hat 112 Einwohner (Stand 1. Januar 2022), sie werden Ardonais, resp. Ardonaises genannt.

## Geographie
Ardon liegt auf 588 m ü. M., etwa vier Kilometer nordnordwestlich der Stadt Champagnole (Luftlinie). Das Straßenzeilendorf erstreckt sich im Jura, am nördlichen Rand der Ebene von Champagnole an einem leicht nach Süden geneigten Hang über dem Tälchen des Angillon, westlich des Mont Rivel.
Die Fläche des 5,04 km² großen Gemeindegebiets umfasst einen Abschnitt des französischen Juras. Der Hauptteil des Gebietes wird von einem Plateau eingenommen, das durchschnittlich auf 600 m ü. M. liegt und teils von Acker- und Wiesland, teils von Wald bestanden ist. Die östliche und südöstliche Grenze verläuft entlang dem Angillon, der das Gebiet nach Südwesten zum Ain entwässert und leicht in das Plateau eingetieft ist. Nach Westen erstreckt sich das Gemeindeareal über das Plateau in ausgedehnte Waldgebiete, nämlich Forêt de la Faye de Montrond, Bois des Cinq-Chênes und Bois de la Combe Pachod. Hier wird mit 637 m ü. M. die höchste Erhebung von Ardon erreicht.
Zu Ardon gehört der Weiler Pont de Gratteroche (581 m ü. M.) am Angillon. Nachbargemeinden von Ardon sind Le Pasquier im Norden, Vannoz im Osten, Champagnole im Süden sowie Montrond im Westen.

## Geschichte
Erstmals urkundlich erwähnt wird Ardon im 12. Jahrhundert. Der Ortsname ist keltischen Ursprungs, Aredunum bedeutet so viel wie vor der Festung. Im Mittelalter gehörte Ardon zur Herrschaft Montrivel. Zusammen mit der Franche-Comté gelangte das Dorf mit dem Frieden von Nimwegen 1678 an Frankreich.

## Sehenswürdigkeiten
Ardon besitzt eine kleine Kapelle. Die alte Papiermühle (Moulin de Taqueret) stammt aus dem 17. Jahrhundert.

## Bevölkerung
| Jahr                       | 1962 | 1968 | 1975 | 1982 | 1990 | 1999 | 2006 | 2011 | 2018 |
| -------------------------- | ---- | ---- | ---- | ---- | ---- | ---- | ---- | ---- | ---- |
| Einwohner                  | 153  | 134  | 147  | 110  | 148  | 141  | 120  | 145  | 116  |
| Quellen: Cassini und INSEE |      |      |      |      |      |      |      |      |      |

Mit 112 Einwohnern (Stand 1. Januar 2022) gehört Ardon zu den kleinsten Gemeinden des Départements Jura. Nachdem die Einwohnerzahl in der ersten Hälfte des 20. Jahrhunderts stets im Bereich von rund 80 Personen gelegen hatte, wurde danach insgesamt eine leichte Bevölkerungszunahme verzeichnet.

## Wirtschaft und Infrastruktur
Ardon war bis weit ins 20. Jahrhundert hinein ein vorwiegend durch die Landwirtschaft geprägtes Dorf. Daneben gibt es heute einige Betriebe des Kleingewerbes, darunter ein Unternehmen der Kunststoffverarbeitung. Mittlerweile hat sich das Dorf zu einer Wohngemeinde gewandelt. Viele Erwerbstätige sind Wegpendler, die in den größeren Ortschaften der Umgebung, hauptsächlich in Champagnole ihrer Arbeit nachgehen.
Die Ortschaft ist verkehrstechnisch recht gut erschlossen. Sie liegt nahe der Hauptstraße N5, die von Genf via Champagnole nach Dole führt. Weitere Straßenverbindungen bestehen mit Salins-les-Bains, Saint-Germain-en-Montagne und Crotenay.

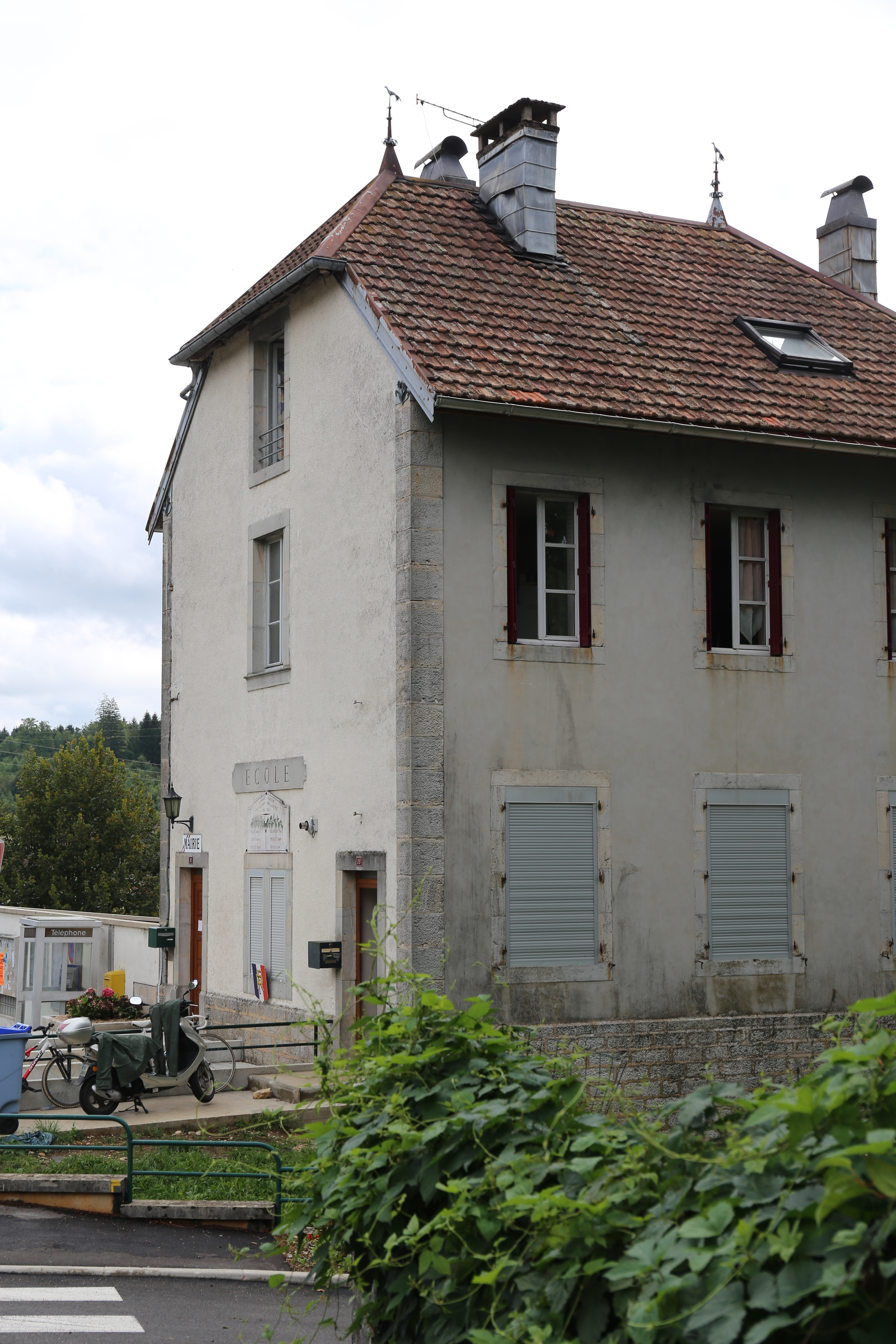
Mairie und Grundschule in Ardon

## Belege
1. ↑  Ardon auf habitants.fr